# Kleśno
Kleśno (niem. Hinter See) – jezioro w Bruździe Zbąszyńskiej, w gminie Bledzew. 

## Charakterystyka
Jezioro należy do zespołu tzw. jezior bledzewskich. Jezioro oddzielone jest wąskim pasem zieleni od pobliskiego jeziora Bledzewskiego, w niektórych źródłach oba zbiorniki nazywane są wspólnie jako jezioro Lipawki.